# 清南區
清南區（：／ Chŏngnam gu */?）是朝鮮民主主義人民共和國平安南道西北部的一個郡級區，位於十二三千里平原北部，西北角靠近清川江南岸。四周為文德郡包圍。2008年人口73,290人。下分6洞、2里。

## 歷史
原屬安州郡，1911年發現煤。1980年自文德郡析置本區。